# Onychogomphus treadawayi
Onychogomphus treadawayi là loài chuồn chuồn trong họ Gomphidae. Loài này được Müller & Hämäläinen miêu tả khoa học đầu tiên năm 1993.